# Karkın, Çumra
Karkın là một thị trấn thuộc huyện Çumra, tỉnh Konya, Thổ Nhĩ Kỳ. Dân số thời điểm năm 2011 là 3.205 người.